# Zamoskvorečí
Zamoskvorečí nebo také Zámoskvořečí (rusky Замоскворе́чье, Zamoskvorečje) je rajón v Centrálním administrativním okruhu ruského hlavního města Moskvy. Nachází se na pravém břehu řeky Moskvy, hlavním spojením s centrem města je Velký Moskvorecký most. Má rozlohu 4,32 km² a žije v něm 58 637 obyvatel. 

## Historie
Název čtvrti pochází z její polohy přes řeku naproti Moskevskému Kremlu. První písemná zmínka o zdejším osídlení pochází z roku 1365. Ve středověku se zde nacházela tatarská čtvrť, podle Zlaté Hordy se také jmenuje ulice Velká Ordynka. Carové zde usazovali příslušníky elitních střeleckých jednotek nebo raziče mincí. Po reformách Petra Velikého zde žili převážně kupci, což připomíná caduceus ve znaku rajónu. Rozvoj oblasti umožnilo vybudování Vodoodvodného kanálu v letech 1783 až 1786, které ukončilo pravidelné záplavy. Ve čtvrti se narodil Alexandr Nikolajevič Ostrovskij, který ve svých komediích popisoval život místních obyvatel. V roce 1972 se objevil plán na radikální přestavbu Zamoskvorečí, který byl po protestech vědecké obce odvolán.

## Současnost
V oblasti stále převládá starší zástavba, tvořená nízkými domky a továrnami. V Zamoskvorečí se nachází Bachrušinovo divadelní muzeum a Mezinárodní dům hudby. Sídlí zde společnosti Rosněfť a Alrosa, v roce 2005 byl otevřen 34patrový Swisshotel Krasnyje Cholmy. Dopravní obslužnost zajišťuje Pavelecké nádraží a stanice metra Novokuzněckaja, Treťjakovskaja a Dobryninskaja. Mezi řekou a Vodoodvodným kanálem se nachází umělý ostrov Balčug s chrámem svaté Sofie. Škola 518 je významnou památkou postkonstruktivismu.